# Феофиловка (Калужская область)
Феофиловка — деревня в Козельском районе Калужской области. Входит в состав Сельского поселения «Деревня Каменка».
Расположено примерно в 8 км к северо-западу от деревни Каменка.

## Население
На 2010 год население составляло 4 человека.